# Luis Alfredo Duarte Herrera
Luis Alfredo Duarte Herrera (nombre artístico: Walkala) (Bucaramanga, Colombia, 1 de noviembre de 1958-Salzburgo, Austria, 27 de agosto de 2010) fue un pintor colombiano, poeta y divulgador de la cultura latinoamericana, fundador de la Asociación YAGE y de la revista cultural Xicöatl (o bien Xicóatl).

## Biografía
Antes de que Luis Alfredo Duarte Herrera se dedicase por completo al arte, estudió Derecho y Ciencias Sociales y Políticas en la Universidad Estatal de Colombia, donde obtuvo el título de Doctor.
Las áreas más importantes de su actividad pictórica:
- Obras abstractas en tinta
- Pinturas dedicadas a obras de compositores
- El maravilloso e interminable sendero de tu cuerpo
- Trabajos en acrílico y óleo
- Ilustraciones para el magazín Xicóatl
- Salzburgo
- Aguadas